# Saint-Pardoux-Morterolles
 Saint-Pardoux-Morterolles  là một xã thuộc tỉnh Creuse trong vùng Nouvelle-Aquitaine miền trung nước Pháp. Xã này nằm ở khu vực có độ cao trung bình 599 mét trên mực nước biển.